# SK Admira Linz
Der SK ADmira Linz (Langname: „Sportklub ADmira Linz“) ist ein Fußballverein in der oberösterreichischen Landeshauptstadt Linz.
Der Verein gehört dem Oberösterreichischen Fußballverband (OFV) an und spielt in der Saison 2024/25 in der Landesliga Ost.
Der Sportklub trägt seine Spiele im Bachlbergstadion mit 1500 Plätzen aus.

## Geschichte
In der Saison 1950/51 verzeichnete der Sportklub mit der Teilnahme an der Staatsliga B (2. Spielklasse Österreich) eines seiner größten Erfolge in der bisherigen Geschichte.
Im Jahr 1955 ging man eine Kooperation mit dem Postsportverein Linz ein und hieß bis ins Jahr 1973 SV Post Admira Linz.
In der Spielzeit 1961/62 feierte man den bis dato einzigen Meistertitel in der Landesliga Oberösterreich und den damit verbundenen Aufstieg in die Regionalliga zur Saison 1962/63.
In den Jahren 1973–1978 kam es nach der Auflösung der Post-Kooperation und bedingt durch einen Sponsorvertrag mit der Firma Stock zu einer neuerlichen Namensänderung: der SK Stock Admira Linz.
Ab der Jahrtausendwende wird der Verein als SK ADmira Linz geführt. AD für Anders Denken!

## Bekannte Spieler und Trainer
- Philipp Schobesberger
- Besian Idrizaj
- Markus Weissenberger (Co-Trainer)
- Dino Medjedovic
- Michael Auer
- Mathias Ablinger
- Josef Kitzmüller
- Erich Linemayr

## Erfolge
- Staatsliga B:
  - 1 Saison: 1950/51
- Regionalliga:
  - 1 Saison: 1962/63
- Landesliga Oberösterreich:
  - 1 × Meister: 1962
  - 4 × Vizemeister: 1961, 1964, 1965, 1974
- Bezirksliga:
  - 2 × Meister: 1990 (Nord), 2013 (Ost)
- 1. Klasse:
  - 2 × Meister: 1958 (Ost), 2011 (Mitte)